# جالا الحديدي
جالا الحديدي مطربة فرقة أوبرا القاهرة. ألتحقت جالا الحديدي بفرقة أوبرا القاهرة في عام 2001م وكان عمرها آنذاك ثمانية عشر عاما لتكون بذلك أصغر متزو سوبرانو بفرقة أوبرا القاهرة. درست جالا الغناء الأوبرالي على يد التينور الدكتور صبحي بدير منذ عام 1998م وعلى يد المتزوسوبرانو سيلفيا بكونسرفتوار بنديتومارشيللو في فينيسيا بإيطاليا، وقد تخرجت من الجامعة الأمريكية بالقاهرة وحصلت على ليسانس الفلسفة عام 2005م ثم أتمت دراسة الماجستير في الأدب الإنجليزي والأدب المقارن في يونيو 2007م وكانت رسالتها تحمل عنوان «كارمن : جدل المرأة القدرية». أشتركت جالا في العديد من ورش العمل لكل من السوبرانو كارولين دوما، والمتزو سوبرانو إينجيبورج دانست بألمانيا، والباريتون توم كراوسه بفنلندا، وهي تدرس حاليا مع السوبرانو دوريس ياريك كروس بالولايات المتحدة الأمريكية.

## الجوائز
حصلت جالا الحديدي على العديد من الجوائز في مسابقات فرنسية وألمانية مثل مسابقة الموسيقيون الشباب، كما حصلت على منحة دراسية للدراسة بأكاديمية باخ الدوية في شتوتغارت بألمانياعام 2005م.
وفي يناير 2010م فازت بالجائزة التشجيعية في مسابقة دار أوبرا المتروبوليتان بالولايات المتحدة الأمريكية.

## الحفلات الموسيقية
قامت جالا بالغناء في العديد من الحفلات بعدد من دول العالم فقد غنت في كونكتيكت ونيورك وواشنطون بالولايات المتحدة الأمريكية، كما غنت في روما وفينيسيا وإسكيا بإيطاليا، وشتوتغارت ولايبتسيغ بألمانيا، وهلسنكي وسافونلينا بفنلندا، وإسطنبول بتركيا، والجزائر، والرباط وكازابلانكا والسويرة بالمغرب.
كما شاركت في العديد من المهرجانات الدولية منها مهرجان الصيف الدولي لمدينة شتوتغارت عامي 2004 و 2006م، ومهرجان الثلاث ثقافات وأيضا مهرجان اللأليزيه بالمغرب عام 2005، والمهرجان الأوروبي للموسيقى بمدينة شتوتارت عام 205م، مهرجان أوبرا سافونلينا بفنلندا عامي 2007 و 2008م.
وفي مايو 2009م قامت بالغناء لأول مرة كفنان صولو بمركز كيندي حيث كانت مشاركة عن كونسرفتوار بروجيكت بواشنطن.